# ツイ・ハークのゴーストホーム/13日の金曜日の妻たちへ
『ツイ・ハークのゴーストホーム/13日の金曜日の妻たちへ』（原題：黑心鬼）は、1988年の香港映画。ツイ・ハークが特撮を担当している。

## ストーリー
心優しい金持ちの老人は落下してくる看板から子供を救うため、身代わりで看板の下敷きとなり命を落としてしまう。冥土へと送られた老人ともう1人の男は、そこで閻魔の従弟から生前に良い事ばかりして悪い事を一度もやっていなかった2人が、自然のバランスを崩した罰として天国へ行けず妖怪にされることを知らされる。さらに閻魔の従弟は2人が天国に行ける条件として、良い事と悪い事のバランスを整えるために妖怪になって200年俗世界を彷徨い、その期間に人間9人を呪い殺すことを命じ2人を俗世界にキョンシーとして送り返す。
香港で日本人向けの観光ガイドをしているチャン・ホンタイは、彼を尻に敷くギャンブル好きの妻チョイ・ファとデート資金を無心するチャンの弟シン・スンのせいで節約生活を強いられていた。チャンは金を得るためリベートに手を付けていたが、それがツァン社長に見つかってクビにされそうになる。弟に責任を全部なすりつけてクビを回避したチャンは、自宅で林未亡人、ミス・ゴ、ミセス・ロビンソンと一緒に麻雀をしていたチョイから部屋に行くよう命令され、ささやかな抵抗で麻雀牌を一つ取り上げて寝室に向かう。その夜シンは下宿を家賃滞納で追い出され、さらに恋人にも振られてしまう。土砂降りのなか困ったシンは、チャンに電話してしばらく泊まらせてくれるよう頼む。チャンの家に着いたシンは姉チョイに瓜二つの亡き妹ランの幽霊をチョイだと思い込み、出迎えた彼女に迷惑をかけないようにすると伝えて家に入れてもらう。普段のチョイと様子が違うことに戸惑いながら、シンはソファで一夜を過ごす。
翌朝、昨夜と態度が正反対のチョイに叩き起こされたシンは、彼女に不法侵入で訴えると言われる。そこにチャンが出てきてシンの事情をチョイに説明するが聞く耳を持たなかったため、夫婦の愛について語って何とかチョイの言いつけを全てやることを条件にシンの同居を認めさせる。リベートの分け前についての相談で贋物ばかりを扱っている骨董品店オーナーのウーを訪ねたチャンは、相談の途中で尿意をもよおし用を足すためウーから古代の尿瓶を貸してもらう。だが小便の音がしないことを不思議に思ったチャンは、尿瓶の中がとても広い空間であることを発見する。そしてそこから声が聞こえたと感じた瞬間、小便まみれの老人が飛び出てくる。200年振りに俗世界へ来たという老人は、天国にも地獄にも行けない赤妖怪というものだと自己紹介し、チャンは赤妖怪から願い事を3つだけ叶えてやると言われる。1つ目として現金をねだるが使えない紙幣で、2つ目に宝くじの当選券を望む。願いを叶えた後で赤妖怪は尿瓶に戻り、チャンはいつでも呼び出せるよう尿瓶を持ち帰る。一方シンの前にはランが連日現れ、彼の気を引こうとしてくる。

## キャスト
| 役名                    | 俳優               | 日本語吹替 |
| ----------------------- | ------------------ | ---------- |
| チャン                  | アンソニー・チェン | 江原正士   |
| チョイ・ファ/ラン・ファ | アニタ・ムイ       | 土井美加   |
| 赤妖怪                  | ウー・マ           | 吉水慶     |
| シン・スン              | モク・シウチョン   | 田中亮一   |
| 林未亡人                | ディニー・イップ   | 弥永和子   |
| ツァン社長              | キティ・チャン     | 寺内よりえ |
| ミス・ゴ                | サンドラ・ン       | 水谷優子   |
| ミセス・ロビンソン      | チャン・シウイン   | 磯辺万沙子 |
| 閻魔の従弟              | ナタリス・チャン   | 名取幸政   |
| ウー                    | シン・フィオン     | 小室正幸   |
| 青妖怪                  | チャン・ロン       | 塩屋浩三   |

## スタッフ
- 監督：チェン・フォンイー
- 脚本：マンフレッド・ウォン（中国語版）
- 製作：ウォン・ジン[注釈 1][注釈 2]
- 撮影監督：チャン・トンチン
- 編集：チュン・クォクエン
- 武術指導：リー・キン・チュー
- 特撮：ツイ・ハーク